# Фейт Ліон
Фейт Лі́он (англ. Faith Leon; нар. 20 березня 1985 року, Вейнсвілль, Північна Кароліна, США) — американська порноакторка. 
У порнофільмах почала зніматись у 2004, у 19 років, відтоді знялась у понад 150 фільмах. Відома також під псевдонімами Торі Тейлор (англ. Tori Taylor), Фейт (англ. Faith), Сара (англ. Sarah), Фейт Леоні (англ. Faith Leone).

## Номінації та нагороди
- 2007 AVN Award номінація — Найкраща сцена втрьох — Naked and Famous[3]
- 2007 AVN Award номінація — Найкраща сцена групового сексу — Blacklight Beauty[3]
- 2008 AVN Award номінація — Найкраща старлетка року[4]
- 2008 AVN Award перемога — Найкраща лесбійська сцена — Sex & Violins[4]
- 2008 AVN Award номінація — Найкраща лесбійська сцена — Through Her Eyes[4]
- 2008 AVN Award номінація — Найкраща сцена в парі — X[4]
- 2009 AVN Award номінація — Найкраща групова сцена — Dark City